# The Oh in Ohio
The Oh in Ohio (bra: Em Busca do Prazer; prt: O Oh! em Orgasmo) é um filme independente estadunidense de comédia romântica de 2006 dirigido por Billy Kent e estrelada por Parker Posey, Paul Rudd, Mischa Barton e Danny DeVito. O filme foi exibido em vários festivais de cinema nos Estados Unidos de março a maio de 2006 e foi lançado nos cinemas pela Cyan Pictures em 14 de julho de 2006. Situado em Cleveland, grande parte do filme foi filmado em locais famosos da área de Cleveland, como Coventry Village e a Case Western Reserve University.

## Sinopse
Frustrado com o fato de que ele não pode dar a sua esposa Priscilla (Parker Posey) um orgasmo, Jack (Paul Rudd) sai de casa e começa um relacionamento com Kristen (Mischa Barton), sua aluna. Insatisfeita, Priscilla forma uma parceria improvável com Wayne (Danny DeVito), um empresário com mais do dobro de sua idade.[carece de fontes?]

## Elenco
- Parker Posey como Priscilla Chase
- Paul Rudd como Jack Chase
- Danny DeVito como Wayne Sianidis
- Mischa Barton como Kristen Taylor
- Chandra Wilson como Sherri
- Keith David como treinador Popovich
- Liza Minnelli como Alyssa Donahue
- Heather Graham como Justine
- Tim Russ como Douglas
- Adam Nelson como garoto na máquina de venda automática

## Recepção
O filme foi um fracasso comercial, arrecadando menos de 10% de seu orçamento de US$ 5 milhões na bilheteria. O site agregador de críticas Rotten Tomatoes dá ao filme uma taxa de aprovação de 23%, com base em 70 resenhas. O consenso do site diz: "Uma confusa comédia sexual que parece estranhamente assexuada, The Oh in Ohio traz muitas idéias sem estabelecer uma identidade ou objetivo claros." Lou Lumenick, do New York Post, escreveu: "Apesar de sua premissa aparentemente infalível e elenco de comediantes veteranos, este filme simplesmente está lá sem uma única risada." Dan Callahan da Slant deu ao filme 0 estrelas de 4, chamando-o de uma "comédia estranhamente deprimida e implausível", acrescentando "não há uma risada nela". Entertainment Weekly foi mais favorável, dando ao filme um 'B-', com Owen Gleiberman descrevendo-o como "uma ninharia boba e divertida".